# 블러디 선데이
《블러디 선데이》는 1972년 북아일랜드 데리에서 일어난 '피의 일요일' 사건을 다룬 영화다. 그라나다 텔레비전에서 프로듀스한 영화로, 2002년 1월 16일 선댄스 영화제에서 첫 개봉을 하고, 며칠뒤인 1월 20일 ITV에서 상영한 뒤, 1월 25일에 런던의 극장들이 상영을 결정했다. 폴 그린그래스가 각본과 감독을 맡았다.

## 출연

### 주연
- 제임스 네스빗
- 팀 피곳 스미스
- 니콜라스 파렐
- 제라드 맥솔리
- 캐시 케이라 클락

### 조연
- 알란 길디어
- 제라드 크로스산
- 메리 몰즈
- 디클랜 더디
- 에바 버시스틀
- 리디언 브리지
- 사이먼 만
- 숀 오케인
- 켄 윌리엄스

## 기타
- 원작자: 돈 뮬란
- 제작부: 돈 뮬란
- 제작부: 폴 마일러
- 미술: 존 폴 켈리
- 의상: 다이나 콜린
- 배역: 존 허바드
- 배역: 로스 허바드